# Dystonie myoclonique
La dystonie myoclonique est une maladie génétique associant des contractions musculaires brèves et rapides (myoclonie) entraînant des mouvements anormaux et/ou mouvements de torsion aboutissant à des anomalies posturales (dystonie).
L'âge de début de la maladie est l'enfance tardive ou l'adolescence mais peut commencer entre 6 mois de vie et 38 ans.

Les mouvements anormaux impliquent le cou, le tronc et les membres supérieurs. Les membres inférieurs sont rarement impliqués. La moitié des patients se plaignent de crampes de l'écrivain ou de torticolis.
Il existe une comorbidité avec des pathologies de type anxiété, troubles obsessionnels compulsifs et attaques de panique.
La plupart des troubles disparaissent lors d'ingestion d'alcool. La maladie est compatible avec une vie normale et la durée de vie n'est pas réduite.

## Sources
- (en) Deborah Raymond, Laurie Ozelius, Myoclonus-Dystonia In GeneTests: Medical Genetics Information Resource (database online). Copyright, University of Washington, Seattle. 1993-2005